# Испания на зимних Олимпийских играх 1948
Испания принимала участие в зимних Олимпийских играх 1948 года в Санкт-Морице (Швейцария) во второй раз за свою историю, но не завоевала ни одной медали. Сборная страны состояла из 6 спортсменов (все — мужчины). Все испанские спортсмены были горнолыжниками.